# أميرة الطويل
أميرة بنت عيدان بن نايف بن سحيم الطويل الاهبل العصيمي (6 نوفمبر 1980)، سيدة أعمال سعودية. ولدت في وادي عصيل في منطقة الرياض، تزوجت في فترة من الفترات الوليد بن طلال إلا أنها انفصلت عنه في عام 2013، وتعتبر من النساء السعوديات المطالبات بحقوق المرأة السعودية، كما أنها المؤسس لشركة تايم انترتينمنت  ، والمؤسس لمنظمة تسامي لريادة الأعمال المجتمعية. تحمل شهادة في إدارة الأعمال نالتها من جامعة نيو هايفن الأمريكية. تشغل منصب نائب رئيس مؤسسة الوليد بن طلال الخيرية.

## الدراسة
درست مراحلها المبكرة في مدارس رياض نجد الأهلية، والمرحلة الجامعية في جامعة نيو هيفن الأمريكية وتحمل شهادة في إدارة الأعمال.

## زواجها
كانت آخر زوجات الوليد بن طلال بن عبد العزيز آل سعود، تزوجها في عام 2008 كان زواجًا عائلياً.

### طلاقها
نشرت صحيفة نيويورك بوست الأمريكية خبر وقوع الطلاق بالتراضي بين الأمير الوليد بن طلال بن عبد العزيز آل سعود وزوجته أميرة الطويل لينفصلا عقب زواج دام خمس سنوات. وأشارت الصحيفة إلى أن زوجة الأمير الوليد اتفقت مع زوجها على الانفصال بطريقة ودية والمحافظة على علاقة طيبة بينهما بأواخر شهر نوفمبر 2013.
كانت هي الزوجة الثانية للأمير الذي لم ينجب إلا من زوجته الأولى الأميرة دلال بنت سعود بن عبد العزيز آل سعود التي أنجبت له خالد بن الوليد بن طلال بن عبد العزيز آل سعود و ريم بنت الوليد بن طلال بن عبد العزيز آل سعود.
في 9 سبتمبر 2018، تزوجت أميرة الطويل من رجل الأعمال الإماراتي خليفة بطي المهيري في حفل زفاف أقيم في باريس.

## الأعمال الخيرية

### دورها في مؤسسة الوليد الخيرية
هي الأمين العام ونائبة رئيس مؤسسة الوليد بن طلال الخيرية وترأس مجلس إدارة مؤسسة الوليد بن طلال الخيرية وتماشياً مع اهتمام الأمير الوليد بن طلال. كانت أميرة تعمل من خلال مؤسسة الوليد على دعم الكثير من البرامج والمشاريع التي تهدف إلى التخفيف من حدّة الفقر والإغاثة في حالات الكوارث، وتعزيز الحوار بين الأديان، وبالإضافة إلى دعم الأعمال الخيرية. كما تدعم أيضًا القضايا الإنسانية وعلى رأسها حقوق المرأة والشباب فتسعى إلى تمكين المرأة ودعم الكوادر الشبابية وخلق فرص العمل لحلّ أزمة البطالة ولقد قامت بإنشاء مبادرتين لدعم القيادات الشـبابيـة والمتطوعين في مـؤسـسـة الوليد بـن طلال الخيرية. كما أصبحت عضواً في مجلس أمناء منظمــة صــلتـك، وهي مـؤسسة عالمية تهـدف إلى تـوظيـف الشـباب في الوطن العربي والمملكة العربية السعودية بـوجـه خـاص مـن خـلال خـلـق فـرص العمـل، وزيـادة الفـرص الاقتصادية، وأيضاً من خلال العمل على إيجاد مقاربات جديدة ومبتكرة لمعالجة أزمة البطالة في المنطقة العربية.

### معرض سليسلة لمنتجات التراث السعودي بمركز الكويت للتوحد
شاركت أميرة برعاية ودعم معرض مركز سليسلة لمنتجات التراث السعودي المطور والتابع للجمعية الفيصلية الخيرية النسوية، وذلك بمركز الكويت للتوحد تزامناً مع الحملات الخاصة بشهر التوحد العالمي “أبريل”. ألقت أميره كلمة شكر أمام الحضور قالت فيها:
| أميرة الطويل | إنَ تمكين المرأة اقتصادياً هو الأساس في حصولها على جميع حقوقها الأخرى وهذا ما سعت ونجحت في تحقيقه الجمعية الفيصلية برئاسة صاحبة السمو الملكي الأميرة فهدة بنت سعود بن عبدالعزيز والتي ركزت على تمكين فتيات الأسر المنتجة اقتصادياً من خلال تدريبهن حرفياً وتسويق منتجاتهن محلياً وعالمياً. | أميرة الطويل |

وأضافت:
| أميرة الطويل | يسعدني ما أراه اليوم من تبادل ثقافي بين السعودية والكويت والأهم من ذلك هو التكاتف الإنساني حيث يذهب جزء من ريع هذا المعرض لدعم مركز الكويت للتوحد والذي عُرِف محلياً وعالمياً بإنجازاته في خدمة تلك الفئة الغالية على قلوبنا جمعياً ، وفعلاً أثبت لنا اليوم أن وراء كل منظمة ناجحة هناك امرأة ناجحة ، فشكراً لك د.سميرة السعد مديرة المركز على جهودك الجبارة. | أميرة الطويل |

و شاركت أميرة في حفل الافتتاح في المزاد الخيري بشراء قطعتين من أصل أربع قطع عرضت في المزاد من إنتاج فتيات مركز سليسلة، والتي سيذهب ريعها لوقف مركز الكويت للتوحد، واستلمت سموها في ختام حفل الافتتاح درعاً تقدرياً من جمعية الكويت للتوحد والجمعية الفيصلية، ثم افتتحت المعرض الذي ضم عدداً من المنتجات الحرفية والصناعات اليدوية ذات الهوية السعودية التراثية المطورة.

## نشاط عالمي

### قرية الوليد بن طلال للأيتام
عالمياً افتتحت أميرة «قرية الوليد بن طلال» دارًا للأيتام بمدينة بوركينا فاسو، حيث قامت بزيارة بوركينا فاسو لتدشين «قرية الوليد بن طلال» للأيتام، برفقة وفد من مؤسسة الوليد بن طلال الخيرية. كما استقبل رئيس بوركينا فاسو صاحب الفخامة بلاسي كمباروي في القصر الرئاسي سمو الأميرة والوفد المرافق. وكانت سعادة السيدة الأولى شانتل كومپاوري في استقبال الأميرة عند وصولها لمطار واغادوغو، ثم رافقتها إلى قرية زينيري لتدشين «قرية الوليد بن طلال» للأيتام. وألقت كل من السيدة الأولى والأميرة خطاباً بهذه المناسبة. كما تجولت السيدة الأولى والأميرة في القرية، وألتقيتا بأيتام القرية. وأعلنت الأميرة عن تبرع المؤسسة بـ 50 ألف دولار إضافية للقرية.

### زيارة مستشفى في جمهورية غامبيا
قامت سمو الأميرة أميرة الطويل بزيارة لجمهورية غامبيا وقام بإستقبالها معالي نائب الوزير السيد نجي سعيدي في القصر الرئاسي يوم السبت 17 سبتمبر 2011م الموافق 19 شوال 1432هـ، ورافق سمو الأميرة وفد من مؤسسة الوليد بن طلال الخيرية، وخلال اللقاء قام معالي نائب الوزير بالترحيب بالأميرة وشكرها لزيارتها وعلى الدعم الإنساني لبلادهم من مؤسسة الوليد بن طلال الخيرية، وخلال الزيارة، قامت الأميرة بجولة لمستشفى مؤسسة جامع للسلام Jammeh Foundation for Peace JFP في مدينة بانجول للإطلاع شخصياً على التطورات في مرافق المستشفى. وقد تبرعت مؤسسة الوليد بن طلال الخيرية بمبلغ قدره 500 ألف دولار لمؤسسة جامع للسلام JFP لدعم مشروع إنشاء مركز التشخيص التابع للمؤسسة في جمهورية غامبيا، كما وعدت سمو الأميرة بتقديم تبرعاً إضافيا قدره 100 ألف دولار أمريكي لصالح مستشفى مؤسسة جامع للسلام JFP. هذا ورافق الأميرة معالي وزيرة التعليم لمرحلتي الابتدائية والمتوسطة السيدة فتو لامين فاي. وخلال الزيارة سمو الأميرة إلى مستشفى مؤسسة جامع للسلام JFP ألقت الأميرة أميره كلمة للحضور، وقالت:
| أميرة الطويل | وقد شاركت مؤسسة الوليد بن طلال الخيرية في هذا المشروع، وذلك لإيمان المؤسسة بأنه لا يوجد أمه تستطيع تحقيق طموحاتها التنموية من دون الاهتمام بصحة سكانها | أميرة الطويل |

.

### زيارة الصومال وضحايا المجاعة برفقة زوجها
زارت الأميرة برفقة زوجها الصومال السبت 27 رمضان 1432هـ الموافق 27 أغسطس 2011م، التقى خلالها بفخامة الرئيس الصومالي شيخ شريف أحمد، ورئيس البرلمان شريف حسن شيخ أحمد ومعالي السيد عبد الوهاب أوجاسي رئيس الوزراء الصومالي بالإنابة، وتأتي زيارة الأمير الوليد بن طلال تضامناً مع الشعب الصومالي الذي يتعرض للمجاعة بسبب أسوأ جفاف منذ أكثر من نصف قرن. كما قدم الأمير الوليد بن طلال عبر مؤسسة الوليد بن طلال الخيرية تبرعاً إضافياً بمبلغ 7.500.000 مليون ريال (2 مليون دولار) إلى ضحايا المجاعة بالتعاون مع الأمم المتحدة UN منظمة التعاون الإسلامي OIC (منظمة المؤتمر الإسلامي سابقاً).

### أميرة الطويل في باكستان
افتتحت الأميرة معرض الفنون الإدراك في سفارة باكستان وقدمت دعماً إضافياً بـ 162 ألف ريال في تمام يوم الأربعاء 8 ديسمبر 2010م الموافق 2 محرم 1432ه‍. وقد شكرت أميرة سعادة السفير وحرمه على الاستقبال، كما أثنت على الفنون المعروضة للخمسة فنانين في المعرض. وأبدت سموها إعجابها في الفنون التي ترمز إلى باكستان والتي عُرضت لأول مرة في المملكة العربية السعودية. وقد أوضحت الأميرة بأن مؤسسة الوليد بن طلال الخيرية تدعم عدداً من المشاريع الإنسانية في باكستان.

### افتتاح مركز الوليد بن طلال للدراسات الإسلامية في جامعة كامبردج
قام كل من أميرة الطويل، والأمير فيليب دوق إدنبره، والرئيس الفخري لجامعة كامبردج، والبروفيسور السير ليسزيك بوريسيويكز نائب الرئيس الفخري، بافتتاح مركز الوليد بن طلال للدراسات الإسلامية في جامعة كامبردج، وألقت أميرة كلمة خلال حفل الافتتاح جاء فيها:
| أميرة الطويل | إن مهمة مؤسسات الوليد بن طلال الخيرية، هي المساعدة على معالجة القضايا الملحّة في عالمنا اليوم. إذ نؤمن في المؤسسة بشعارنا: إلتزامنا بلا حدود، وذلك بصرف النظر عن الديانة ، أو الجنسية، أو الأصل. كما نطمح، مخلصين، إلى بناء جسور بين البشر والدول والأديان ، يمتلئ العالم بالمجتمعات والأفراد الذين تجمعهم صفات وسمات عديدة تفوق الفروقات بينهم | أميرة الطويل |

.
وخلال حفل الافتتاح، قدم الرئيس الفخري الأمير فيليب لأميرة ميدالية الـ800 عام من الأعمال الخيرية المتميزة التي تسلمتها نيابة عن الأمير الوليد.

## الإعلام
تحدثت أميرة علناً مع وسائل الإعلام؛ مثل محطة NBC الأميركية، و CNN الدولية، وكذلك في مجلة Time، والـ Foreign Policy، حيث تدعم حق المرأة السعودية لقيادة السيارة بالمملكة، وتمكين المرأة من المساهمة الشاملة الكاملة في المجتمع السعودي، وهي القضية الأوسع والأهم. كما تصدرت مجلات الـنيوزويك، The Daily Beast، والـ Huffington Post، وقامت بمقابلة المذيع بيرس مورغان في برنامجه الخاص.

### حلقة نقاش مبادرة كلنتون العالمية (CGI) في مدينة نيويورك
شاركت أميرة في حلقة النقاش بعنوان أصوات من أجل التغيير في الشرق الأوسط وشمال أفريقيا التي أدارها الرئيس الأمريكي السابق بيل كلينتون في مبادرة كلينتون العالمية Clinton Global Initiative CGI، في مدينة نيويورك يوم الأربعاء 21 سبتمبر 2011م الموافق 23 شوال 1432هـ. وعلقت أميرة:
| أميرة الطويل | نحن ليس مشكلة تنتظر حلاً، نحن من يقدم حلولاً للمشاكل، يجب أن لا ينظر ألينا كمعضلة بل كفرصة | أميرة الطويل |

.
وتركز النقاش حول قضايا الشباب في الشرق الأوسط وشمال أفريقيا وتأثيرهم في المجتمعات وتأثير التقنيات الجديدة، ومشاركة المرأة، والتحديات المهنية. حيث حضر نقاش أكثر من 1000 مشارك، وأشارت أميرة إلى احتياج دعم المرأة والشباب في العالم العربي وذلك من خلال تأسيس مؤسسات غير حكومية وبناء المجتمعات المدنية والاستثمار في الشباب. وأضافت:
| أميرة الطويل | إن من العوامل المساعدة لاستقرار المجتمعات هو بناء مؤسسات غير حكومية حتى يتمكن أفراد المجتمع المدني من التعبير عن آرائهم وتلبية احتياجاتهم وأن الاستثمار المجدي هو الاستثمار الحقيقي في التنمية البشرية وخاصة فئة الشباب | أميرة الطويل |

.
وأجرت أميرة خلال زيارتها إلى مدينة نيويورك عدة مقابلات في عدة شبكات إخبارية، وشملت كل من قناة سي إن إن سي إن إن مع بيرس مورقن Piers Morgan  ومجلة فوربز Forbes Magazine، وهافنقتون بوست The Huffington Post، وقناة وبلومبرج.Bloomberg . وفي إحدى مقابلات أميرة أكدت: “الملك عبد الله يدعم تمكين المرأة”.
إن زيارات ورحلات أميرة الطويل هدفها تفقد مشاريع المؤسسة الخيرية وبناء شراكات جديدة وتشمل المؤسسات الغير حكومية Non-Governmental Organization، والمنظمات التي تعتني بتقديم المساعدات والتنمية، وفي معظم هذه الجولات تكون أميرة في رفقة زوجها الأمير الوليد بن طلال رئيس مجلس إدارة شركة المملكة القابضة ومؤسسة الوليد بن طلال الخيرية، وتساهم أميرة في تمثيل المرأة السعودية من خلال تنفيذ مشاريع مؤسسة الأمير الوليد بن طلال الخيرية والرحلات الميدانية.

### مقابلات أخرى
قامت أميرة بمقابلة تشارلي روز في بلومبيرغ؛ للحديث حول جهودها من أجل حقوق متساوية للمرأة السعودية، وتمكينها من خلال مؤسسات الوليد بن طلال تصف أميرة منهجها الإصلاحي بأنه «تطور، وليس ثورة»، حيث تعرف رأيها في مستقبل بلدها بهذا المنظور الإيجابي.

## مشاركات وفعاليات

### حفل زفاف الأمير وليم والأميرة كيت
ارتدت أميرة الطويل فستانا من تصميم المصمم اللبناني العالمي زهير مراد، والذي صممه خصيصاً لها وهو مصنوع من قماش الستان زهري اللون ويلفه معطف من الحرير والدانتيل والبرودري بالإضافة إلى ارتدائها قبعة وقفازات وحذاء من نفس اللون. واختيرت تسريحة أميرة كأفضل تسريحة في حفل الزفاف الملكيّ البريطاني للأميرين وليام وكاثرين عبر العديد من مواقع الإنترنت العالمية، وهي من تصفيف مصفف أميرة تحصل على أجمل تسريحة في حفل الزفاف الشعر اللبناني الشهير جو رعد.

### منتدى الرائدات وسيدات الأعمال الرابع للشرق الأوسط وأفريقيا
كانت أميرة ضيفة الشرف في منتدى الرائدات وسيدات الأعمال الرابع للشرق الأوسط وأفريقيا في دبي لتكريم القيادات النسائية من مختلف المجالات وذلك برعاية الدكتورة ميثاء الشامسي، وزيرة دولة الإمارات العربية المتحدة، حيث تولت أميرة تكريم أبرز الشخصيات الناجحة. وألقت أميرة كلمة خلال الافتتاح الرسمي معلقة: 
| أميرة الطويل | أنَ تمكين المرأة ليس شعارات بل أحد أهم المشاريع التنموية وأكثرها حساسية وجهداً | أميرة الطويل |

 .
وأشادت بدور صاحب السمو الشيخ محمد بن راشد في تمكين المرأة والذي لم يكتف فقط برفع شعار تمكين المرأة بل طبقه فعليا على أرض الواقع من خلال أسرته حيث حرص دوما على دعم القيادات النسائية داخل بيته، فهو قدوة في الإيمان بتمكين المرأة قلباً وقالباً. وأضافت أن هذا الحدث الكبير يقام في مدينة رائدة وبهدف سام لنعلن أن المرأة العربية قادمة لنهضة المجتمع والتنمية الاقتصادية والسياسية والمشاركة. وأضافت أن هذه المبادرة يجب ألا تقتصر على المرأة فقط بل يجب أن يشارك فيها الرجل أيضاً فهما شريكان في المشروع وهما المستفيدان منه وليس المرأة فقط. كما علقت أميرة:
| أميرة الطويل | أول المستفيدين من تمكين المرأة هو الرجل نفسه | أميرة الطويل |

.
وأعربت أن التحدي اليوم ليس صراعاً بين الرجل والمرأة فهما شريكان في تحمل المسؤولية ولكن الصراع بين التأخر والحضارة وبين الماضي والمستقبل. وأشارت أميرة إلى أن واجبنا اليوم يتمثل في إزالة تلك الصورة النمطية التي تشير إلى نقص كفاءة المرأة مقابل الرجل بعدما أثبتت الوقائع عدم صحة ذلك. «فالمرأة العربية القيادية قادمة». وأشارت أميرة من خلال كلمتها إلى قصة حنان تلك المرأة التي طلبت الطلاق لتعرضها للعنف من زوجها وعادت لبيت أهلها فأحست أنها عالة على أهلها فأخذت بزمام الأمور وحصلت على دورة في اللغة الإنجليزية والكمبيوتر والآن تدرب نساء أخريات. وقالت عن ذلك أنه جاء الدور لتمكين غيرها.
1. شاركت أميرة الطويل في نقاش بعنوان “ التصميم من أجل التأثير” التي أدارها السيد بيرس مورغن في مبادرة كلينتون العالمية والذي أقيم في مدينة نيويورك.
2. قامت بمرافقة الأمير الوليد بن طلال أثناء زيارة الصومال في سبتمبر 2011
3. ترأست أميرة وفد من مؤسسة الأمير الوليد بن طلال الخيرية في زيارة لقسم تأهيل اصابات العمود الفقري بمدينة الملك فهد الطبية الذي تدعمه المؤسسة، وتدعم أميرة بأن فكرة مساعدة المصابين في إعادة التأهيل وإعادتهم للمجتمع هدف نبيل للغاية يجب على الجميع العمل لأجله.[17]

## جوائز وتكريمات
تم تكريم أميرة من قبل عدد من المنظمات لجهودها في حماية حقوق الإنسان وتحسين حياة الشباب والشابات ونالت العديد من الجوائز، أبرزها:
1. وسام سفيرة النوايا الحسنة للسلام في أمريكا [18]
2. تسلمت جائزة الشخصية النسائية لعام 2012 عن الشرق الأوسط للقياديات النسائية. وتسلمت جائزة الشخصية النسائية لعام 2012 عن الشرق الأوسط للقياديات النسائية وذلك في اليوم العالمي للمرأة [19]
3. احتلت المركز الرابع ضمن أقوى 100 شخصية نسائية عربية للعام 2012 حسب التقرير الذي أطلقته مجلة Arabian Business [20]
4. وتصدرت قائمة القيادات المنجزة من الشباب تحت سن الثلاثين حسب التقرير الذي أطلقته مجلة Gulf Business Magazine حيث تضمنت القائمة ثلاثين شخصية تحت سن الـ 30 من مختلف الجهات والمجالات، والذين نجحوا في التأثير الإيجابي على المجتمعات وتم اختيارها لدورها القيادي في دعم الأعمال الخيرية والقضايا الإنسانية من خلال عملها في مؤسسة الوليد الخيرية في السعودية وحول العالم.[21]
5. استلمت جائزة " أي تي بي " ITP المميزة " للأعمال الخيرية " بالنيابة عن مؤسسة الوليد بن طلال الخيرية وذلك في إطار " حفل جوائز الإنجاز الذي تنظّمه مجلّة أرابيان بيزنيس في 2010م.[22]
6. تلقت من الأمير فيليب وسام الذكرى الـ800 للأعمال الخيرية.
7. الوليد الأول وأميرة السادسة في قائمة أكثر 50 شخصية عربية تأثيراً لعام 2012 في «ميدل إيست».[23]

## خطط مستقبلية
تقول أميرة الطويل عن أحلامها:
| أميرة الطويل | طموحي أن أحدث تغييراً للخير فقط، ولا حدود لطموحي غير أن يحدث في عصرنا هذا مثلما حدث في عصر عمر بن عبد العزيز عصر العدل والرخاء في عهد الدولة الأموية، فكان الرجل منهم يبحث عن الفقراء ليخرج زكاة ماله فلا يجد من هو في حاجة إليها. | أميرة الطويل |